# Mistrzostwa Ukrainy w Skokach Narciarskich 2020
Mistrzostwa Ukrainy w Skokach Narciarskich 2020 – zawody mające na celu wyłonić mistrza Ukrainy, które rozegrane zostały w dniach 8–9 lutego w Worochcie na skoczni średniej i normalnej kompleksu Awanhard.

## Wyniki

### Mężczyźni
| Msc. | Zawodnik             | Obwód              | I seria | II seria | Punkty |
| ---- | -------------------- | ------------------ | ------- | -------- | ------ |
| 1.   | Dmytro Mazurczuk     | O. tarnopolski     | 79,0 m  | 80,0 m   | 242,3  |
| 2.   | Witalij Kaliniczenko | O. iwanofrankiwski | 78,5 m  | 81,0 m   | 238,4  |
| 3.   | Jewhen Marusiak      | O. iwanofrankiwski | 70,5 m  | 76,5 m   | 214,4  |
| 4.   | Ołeksandr Szumbareć  | O. tarnopolski     | 72,0 m  | 66,0 m   | 190,6  |
| 5.   | Anton Korczuk        | O. iwanofrankiwski | 68,0 m  | 69,5 m   | 190,0  |
| 6.   | Witalij Hrebeniuk    | O. tarnopolski     | 69,0 m  | 65,5 m   | 178,4  |
| 7.   | Anton Korczuk        | O. iwanofrankiwski | 65,5 m  | 66,0 m   | 169,3  |
| 8.   | Andrij Pyłypczuk     | O. tarnopolski     | 62,0 m  | 65,5 m   | 167,0  |
| 9.   | Iwan Pyłypczuk       | O. tarnopolski     | 62,0 m  | 65,0 m   | 162,4  |
| 10.  | Wałentyn Jaszczuk    | O. tarnopolski     | 62,0 m  | 63,0 m   | 154,5  |
| ...  |                      |                    |         |          |        |

| Miejsce | Obwód                  | Zawodnik             | Skok 1 | Skok 2 | Punkty |
| ------- | ---------------------- | -------------------- | ------ | ------ | ------ |
| 1.      | O. iwanofrankiwski I   | Iwan Zełenczuk       | 72,5 m | 73,0 m | 855,8  |
| 1.      | O. iwanofrankiwski I   | Anton Korczuk        | 78,5 m | 75,0 m | 855,8  |
| 1.      | O. iwanofrankiwski I   | Jewhen Marusiak      | 72,5 m | 70,0 m | 855,8  |
| 1.      | O. iwanofrankiwski I   | Witalij Kaliniczenko | 77,0 m | 75,5 m | 855,8  |
| 2.      | O. tarnopolski I       | Andrij Pyłypczuk     | 67,5 m | 71,0 m | 809,1  |
| 2.      | O. tarnopolski I       | Witalij Hrebeniuk    | 76,5 m | 73,0 m | 809,1  |
| 2.      | O. tarnopolski I       | Ołeksandr Szumbareć  | 70,0 m | 65,5 m | 809,1  |
| 2.      | O. tarnopolski I       | Dmytro Mazurczuk     | 74,5 m | 75,0 m | 809,1  |
| 3.      | O. tarnopolski II      | Artem Kucewycz       | 59,5 m | 60,5 m | 656,7  |
| 3.      | O. tarnopolski II      | Wałentyn Jaszczuk    | 71,0 m | 67,0 m | 656,7  |
| 3.      | O. tarnopolski II      | Andrij Hrebeniuk     | 69,5 m | 62,0 m | 656,7  |
| 3.      | O. tarnopolski II      | Iwan Pyłypczuk       | 63,0 m | 61,0 m | 656,7  |
| 4.      | O. iwanofrankiwski II  | Jurij Janiuk         | 63,0 m | 56,5 m | 520,0  |
| 4.      | O. iwanofrankiwski II  | Witalij Dodiuk       | 62,5 m | 58,5 m | 520,0  |
| 4.      | O. iwanofrankiwski II  | Rostysław Barewycz   | 59,5 m | 59,5 m | 520,0  |
| 4.      | O. iwanofrankiwski II  | Denys Cwietkow       | 51,5 m | 54,0 m | 520,0  |
| 5.      | O. iwanofrankiwski III | Andrij Cwiłyniuk     | 55,0 m | 57,0 m | 455,2  |
| 5.      | O. iwanofrankiwski III | Ołeksandr Hłuchow    | 58,0 m | 53,5 m | 455,2  |
| 5.      | O. iwanofrankiwski III | Wasyl Marusiak       | 53,0 m | 51,0 m | 455,2  |
| 5.      | O. iwanofrankiwski III | Mykoła Sawczyn       | 55,5 m | 55,5 m | 455,2  |
| ...     |                        |                      |        |        |        |

#### Konkurs indywidualny – 9 lutego 2020 – K90
| Msc. | Zawodnik             | Obwód              | I seria | II seria | Punkty |
| ---- | -------------------- | ------------------ | ------- | -------- | ------ |
| 1.   | Witalij Kaliniczenko | O. iwanofrankiwski | 97,0 m  | 101,0 m  | 254,0  |
| 2.   | Jewhen Marusiak      | O. iwanofrankiwski | 96,0 m  | 100,0 m  | 253,0  |
| 3.   | Dmytro Mazurczuk     | O. tarnopolski     | 94,0 m  | 94,0 m   | 238,5  |
| 4.   | Anton Korczuk        | O. iwanofrankiwski | 83,5 m  | 90,0 m   | 203,0  |
| 5.   | Andrij Pyłypczuk     | O. tarnopolski     | 84,0 m  | 87,0 m   | 196,5  |
| 6.   | Andrij Waskuł        | O. iwanofrankiwski | 78,0 m  | 87,5 m   | 183,5  |
| 7.   | Witalij Hrebeniuk    | O. tarnopolski     | 79,5 m  | 81,5 m   | 173,5  |
| 8.   | Iwan Zełenczuk       | O. iwanofrankiwski | 78,0 m  | 80,5 m   | 168,5  |
| 9.   | Ołeksandr Szumbareć  | O. tarnopolski     | 78,0 m  | 78,0 m   | 165,0  |
| 10.  | Wałentyn Jaszczuk    | O. tarnopolski     | 78,0 m  | 74,5 m   | 156,5  |
| ...  |                      |                    |         |          |        |

### Kobiety

#### Konkurs indywidualny – 8 lutego 2020 – K75
| Msc. | Zawodnik            | Obwód          | I seria | II seria | Punkty |
| ---- | ------------------- | -------------- | ------- | -------- | ------ |
| 1.   | Witalina Herasymjuk | O. tarnopolski | 56,0 m  | 55,0 m   | 123,2  |
| 2.   | Tetiana Pyłypczuk   | O. tarnopolski | 51,0 m  | 56,0 m   | 109,4  |
| 3.   | Oksana Hruszyćka    | O. tarnopolski | 38,0 m  | 44,0 m   | 50,4   |